# Кочићево (Бачка Топола)
Кочићево је некадашње село које се налазило у општини Бачка Топола. Године 1971. село је било најмање војвођанско село у коме је живело 13 породица. Током 1970-их село је изумрло. Данас од бившег села постоји само једна кућа и гробље.